# Eruzione dell'Etna del 1879
L'eruzione dell'Etna del 26 maggio 1879 si formò sui due fianchi del vulcano. Dapprima fuoriuscì una colata, sul fianco occidentale, diretta verso Biancavilla e nella stessa serata una colata si diresse verso Mojo Alcantara sul fianco settentrionale del vulcano. L'eruzione occupò il torrente Pisciaro e distrusse la frazione Passopisciaro di Castiglione di Sicilia. 
L'eruzione fu unica nel suo genere, almeno per l'Etna, in quanto avvenne in contemporanea in due punti opposti del vulcano e non fu di tipo sommitale ma laterale.
A favore della popolazione colpita dalla colata lavica il Parlamento italiano concesse dei sussidi per ripristinare le colture di vigneto e bosco andate distrutte.
A seguito dell'evento si giunse ad "una delle prime norme ad hoc post disastro" da parte del Parlamento italiano.

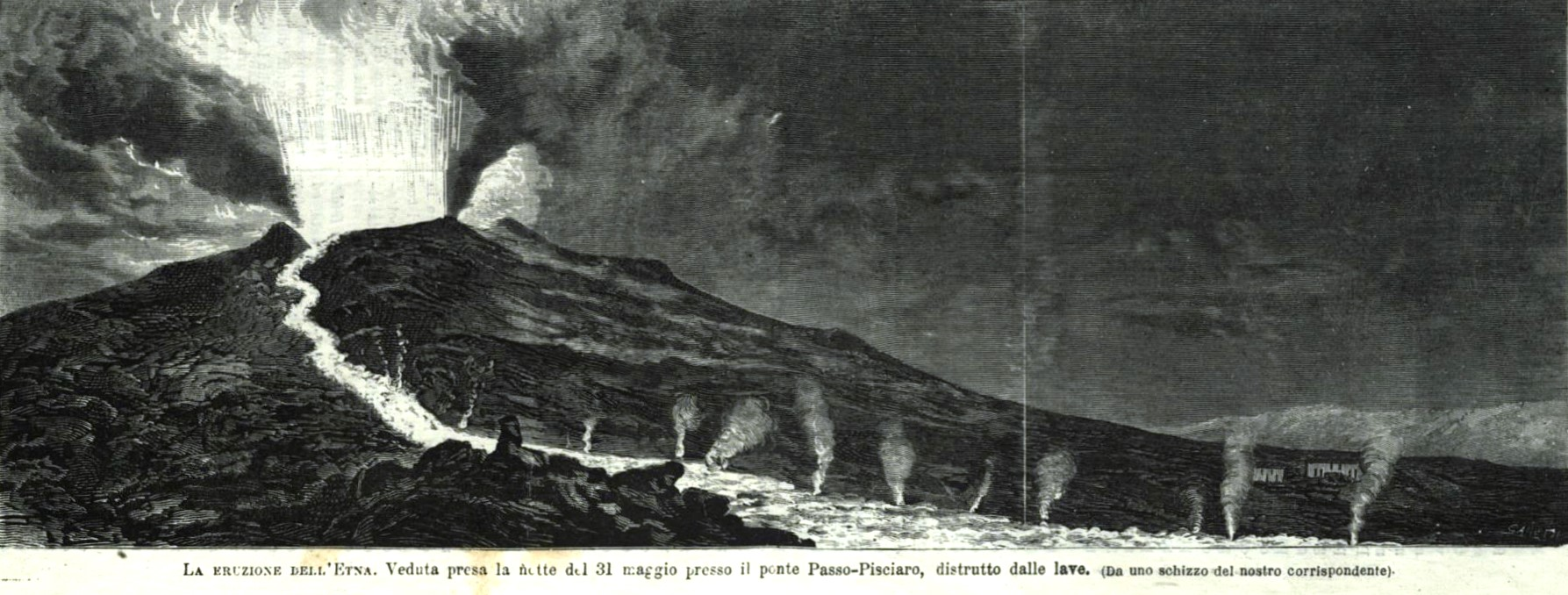
L’eruzione dell’Etna. Veduta presa la notte del 31 maggio presso il ponte Passo-Pisciaro, distrutto dalle lave.